# Beware of darkness
Beware of Darkness is het in 1996 uitgebrachte, tweede studioalbum van de Amerikaanse progressive rockband Spock's Beard. Dit album was de eerste release waarop keyboardist Ryo Okumoto meespeelde. Het album is vernoemd naar de song “Beware of Darkness”, geschreven en oorspronkelijk in 1970 opgenomen door George Harrison.
Het album bevat verschillende korte nummers, in tegenstelling tot Spock's Beards debuutalbum The Light (1995), dat uit vier lange tracks bestaat. Het nummer "Thoughts" is het eerste deel van een "cross-album suite", waarvan het tweede deel wordt opgevoerd op het Spock's Beard album V (2000) en het derde op Neal Morses soloalbum Momentum (2012).
Beware of Darkness is na 1996 geremasterd en bij een ander platenlabel opnieuw uitgebracht.
Dit album werd in de recensie van een algemene muziekbeoordelaar (All Music Guide) als gemiddeld ontvangen (zie infobox). Binnen het genre progressive rock wordt het tot de allerbeste gerekend.

## Nummers
Alle muziek en teksten zijn geschreven door Neal Morse, behalve het eerste nummer. 
| 1.                 | Beware of Darkness (George Harrison) | 5:41  |
| 2.                 | Thoughts                             | 7:10  |
| 3.                 | The Doorway                          | 11:27 |
| 4.                 | Chatauqua                            | 2:49  |
| 5.                 | Walking on the Wind                  | 9:06  |
| 6.                 | Waste away                           | 5:26  |
| 7.                 | Time has come                        | 16:33 |
| Totale duur: 58:12 |                                      |       |

## Bandbezetting
- Neal Morse – lead vocals, piano, alle synthesizers, akoestische gitaar, "bouzokui", "boring electric gitaar parts"[3]
- Alan Morse – "really fun electric guitar parts", cello, zang, "Roddy McDowell impression"
- Dave Meros – fuzz bas, wash bass, fretless bass
- Nick D'Virgilio – drums, percussie, zang
- Ryo Okumoto – hammondorgel, mellotron